# Велика Комишуваха
Вели́ка Комишува́ха — село в Україні, у Барвінківській міській громаді Ізюмського району Харківської області. Населення становить 561 осіб. До 2020 орган місцевого самоврядування — Великокомишуваська сільська рада.

## Географія
Село Велика Комишуваха знаходиться на берегах річки Велика Комишуваха, яка через 2 км впадає в канал Дніпро — Донбас, є мости. В окрузі кілька балок (Комишуваха) з пересихаючими струмками на яких зроблені загати. Поруч проходять автомобільні дороги Т 2110, Р79 і Т 2113.

## Історія
На річці Комишувасі близько 1760 року оселилися Іван Гаража і Петро Паливода з кількома сотнями запорожців.
За даними на 1864 рік у казенній слободі Ізюмського повіту Харківської губернії мешкало 2936 осіб (1436 чоловічої статі та 1500 — жіночої), налічувалось 426 дворових господарств, існувала православна церква, відбувалися 4 щорічних ярмарки.
Станом на 1885 рік у колишній державній слободі, центрі Великокомишуваської волості, мешкала 4521 особа, налічувалось 672 дворових господарств, існували православна церква, школа, відбувались базари щонеділі та 4 ярмарки на рік.
За переписом 1897 року кількість мешканців зросла до 5651 особи (2888 чоловічої статі та 2763 — жіночої), з яких 5646 — православної віри.
Село постраждало внаслідок геноциду українського народу, проведеного урядом СРСР в 1932—1933 роках, кількість встановлених жертв — 389 людей.
Село Гаражівка Перша, яке знаходилось біля села Велика Комишуваха, було зняте з обліку в зв'язку з переселенням жителів.
12 червня 2020 року, відповідно до Розпорядження Кабінету Міністрів України  № 725-р «Про визначення адміністративних центрів та затвердження територій територіальних громад Харківської області», увійшло до складу Барвінківської міської територіальної громади.
19 липня 2020 року, в результаті адміністративно-територіальної реформи та ліквідації Барвінківського району, село увійшло до складу Ізюмського району.
Весною 2022 року мешканці села були евакуйовані через російську агресію. Село внаслідок постійних російських обстрілів практично зруйноване. Село було в окупації з початку літа до початку вересня. В ході контрнаступу на харківському напрямку силами 107-ма окремої бригади територіальної оборони ЗСУ село було звільнено.

### Археологічні дослідження
- В околицях села Великої Комишувахи виявлено рештки неолітичного поселення (V тисячоліття до н. е.), група курганів періоду бронзи (III—II тисячоліття до н. е.); тут розкопано 35 поховань та кілька курганів кочівників (X—XI століття н. е.), на двох з них стояли кам'яні баби.

## Населення

### Мова
Розподіл населення за рідною мовою за даними перепису 2001 року:
| Мова            | Кількість | Відсоток |
| --------------- | --------- | -------- |
| українська      | 815       | 92.40%   |
| російська       | 60        | 6.80%    |
| інші/не вказали | 7         | 0.80%    |
| Усього          | 882       | 100%     |

## Відомі уродженці
Уродженцем села є Герой Радянського Союзу Г. К. Кулик (1912—1988).

## Економіка
В селі є кілька молочнотоварних ферм.